# Audi 50

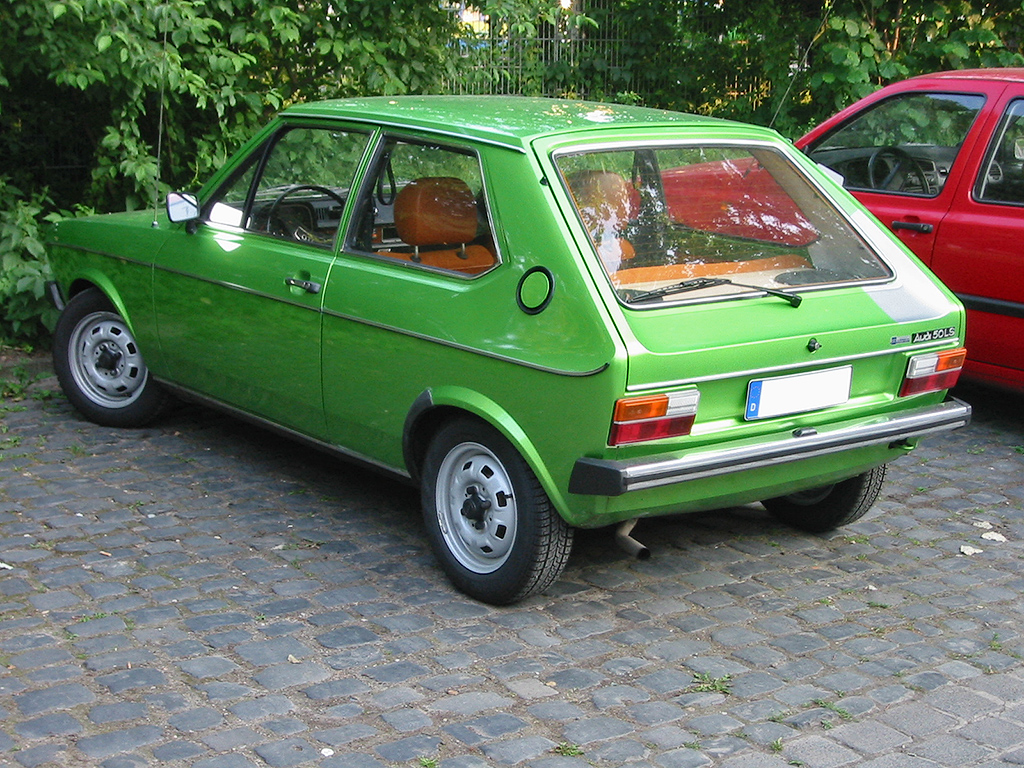
Audi 50 LS.

Audi 50 var en mindre personbil från Audi lanserad september 1974. Den tillverkades fram till 1978 (årsmodell 1975-78), och såldes enbart i Europa. 1975 lanserades en enklare och billigare version som Volkswagen Polo, denna modell visade sig sälja betydligt bättre än Audin varför denna lades ned 1978. Totalt tillverkades ca 180 000 Audi 50.
Motorutbudet bestod av små 4-cylindriga bensindrivna radmotorer:
- 1975-78, 1093 cm³, 37 kW (50 hk), 77 Nm, toppfart ca 140 km/h
- 1975-77, 1093 cm³, 44 kW (60 hk), 85 Nm
- 1977-78, 1272 cm³, 43 kW (58 hk)